# Spawarka światłowodowa

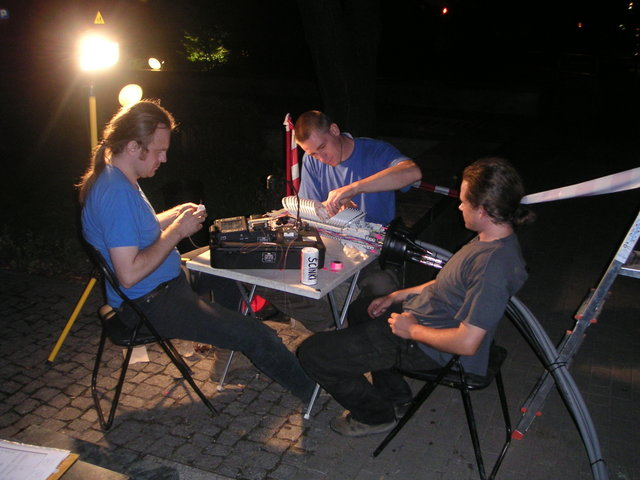
Praca przy spawaniu włókien światłowodowych. Widoczna otwarta mufa światłowodowa z kablami (operator układa zespawane włókna w kasetach) oraz spawacz czyszczący włókna przed włożeniem ich do spawarki.

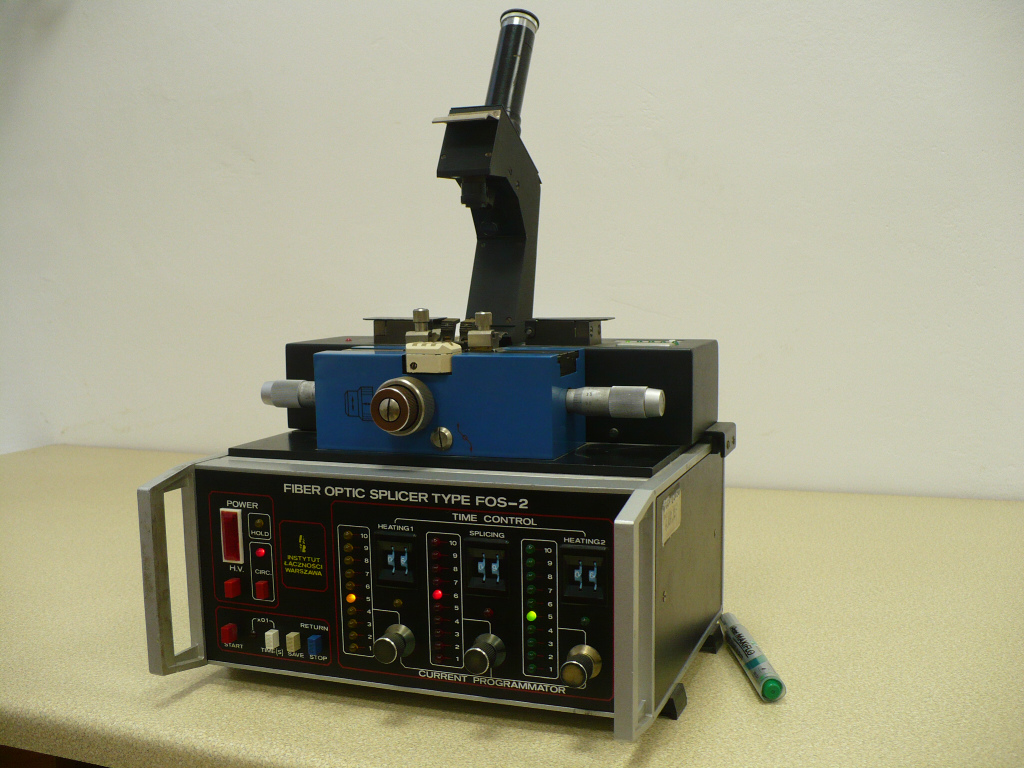
Spawarka światłowodowa starego typu z ręcznym justowaniem włókien.

Spawarka światłowodowa - (ang. fusion splicer) - urządzenie służące do łączenia włókien kabla światłowodowego poprzez zgrzanie specjalnie przygotowanych końcówek w łuku elektrycznym. Łuk elektryczny pozwala na wstępne wygrzanie włókien, wykonanie spawu i końcowe wygrzanie spawu celem eliminacji naprężeń. Zespawane włókna chroni się termokurczliwymi osłonkami, a całość połączenia umieszcza w mufie światłowodowej lub odpowiedniej przełącznicy światłowodowej.
Spawarki starego typu są wyposażone w okular i dwa obiektywy, które pozwalają na ręczne wyjustowanie (ustawienie) włókien we wszystkich płaszczyznach. Nowoczesne spawarki przeprowadzają justowanie automatycznie, zaś obraz z kamery jest dostępny na wbudowanym monitorze.
Typowe spawarki wprowadzają tłumienie do toru transmisyjnego rzędu 0,1-0,3 dB (często możliwy jest szacunek tłumienności przez wbudowane w spawarkę urządzenie).